# Charles C. Stockley

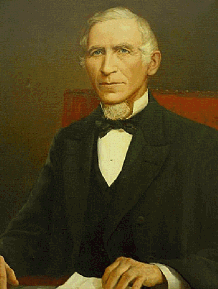

Charles Clark Stockley (6 de novembro de 1819 - 20 de abril de 1901) foi um político norte-americano que foi governador do estado do Delaware, no período de 1883 a 1887, pelo Partido Democrata.